# Be with You (film, 2004)
Pour les articles homonymes, voir Be with you.
Pour plus de détails, voir Fiche technique et Distribution.
Be with You (いま、会いにゆきます, Ima, ai ni yukimasu) est un film japonais réalisé par Nobuhiro Doi, sorti en 2004. Le film est une adaptation du roman Je reviendrai avec la pluie de Takuji Ichikawa. Une autre adaptation en film a été faite en Corée du Sud en 2018.

## Synopsis
Une jeune femme qui va bientôt mourir annonce à son mari et son fils qu'elle va revenir parmi eux.

## Fiche technique
- Titre : Be with You
- Titre original : いま、会いにゆきます (Ima, ai ni yukimasu?)
- Réalisation : Nobuhiro Doi
- Scénario : Yoshikazu Okada (ja), d'après le roman Je reviendrai avec la pluie de Takuji Ichikawa
- Musique : Suguru Matsutani (ja)
- Photographie : Takahide Shibanushi (ja)
- Montage : Chise Sanjō (ja)
- Décors : Yōhei Taneda (ja)
- Production : Kei Haruna, Shin Horiguchi et Minami Ichikawa
- Société de production : Tokyo Broadcasting System, Tōhō, Hakuhodo DY Media Partners, Shōgakukan, Stardust Pictures et Mainichi Broadcasting System
- Pays d'origine :  Japon
- Langue originale : japonais
- Genre : drame, fantastique et romance
- Durée : 119 minutes
- Dates de sortie : 
  - Japon : 30 octobre 2004[1]

## Distribution
- Yūko Takeuchi : Mio
- Shidō Nakamura : Takumi
- Akashi Takei : Yuji
- Karen Miyama : Aya
- Yosuke Asari : Takumi au lycée
- Yūta Hiraoka : Yuji à 18 ans
- Chihiro Ōtsuka : Mio au lycée
- Mikako Ichikawa : Midori Nagase
- Katsuo Nakamura : le patron de Takumi
- You : le professeur de Yuji
- Suzuki Matsuo : le propriétaire de la pâtisserie
- Fumiyo Kohinata : Dr. Noguchi
- Kōki Okada
- Tokimasa Tanabe
- Kei Tanaka

## Distinctions

### Récompenses
- 2004 : Nikkan Sports Film Award du meilleur second rôle masculin pour Shidō Nakamura[2],[3]

### Nominations
- 2005 : prix de la meilleure actrice pour Yūko Takeuchi aux Japan Academy Prize[4]